# Cistus albidus
Cistus albidus är en solvändeväxtart som beskrevs av Carl von Linné. Cistus albidus ingår i släktet Cistus och familjen solvändeväxter. Utöver nominatformen finns också underarten C. a. anthyllidetorum.

## Bildgalleri

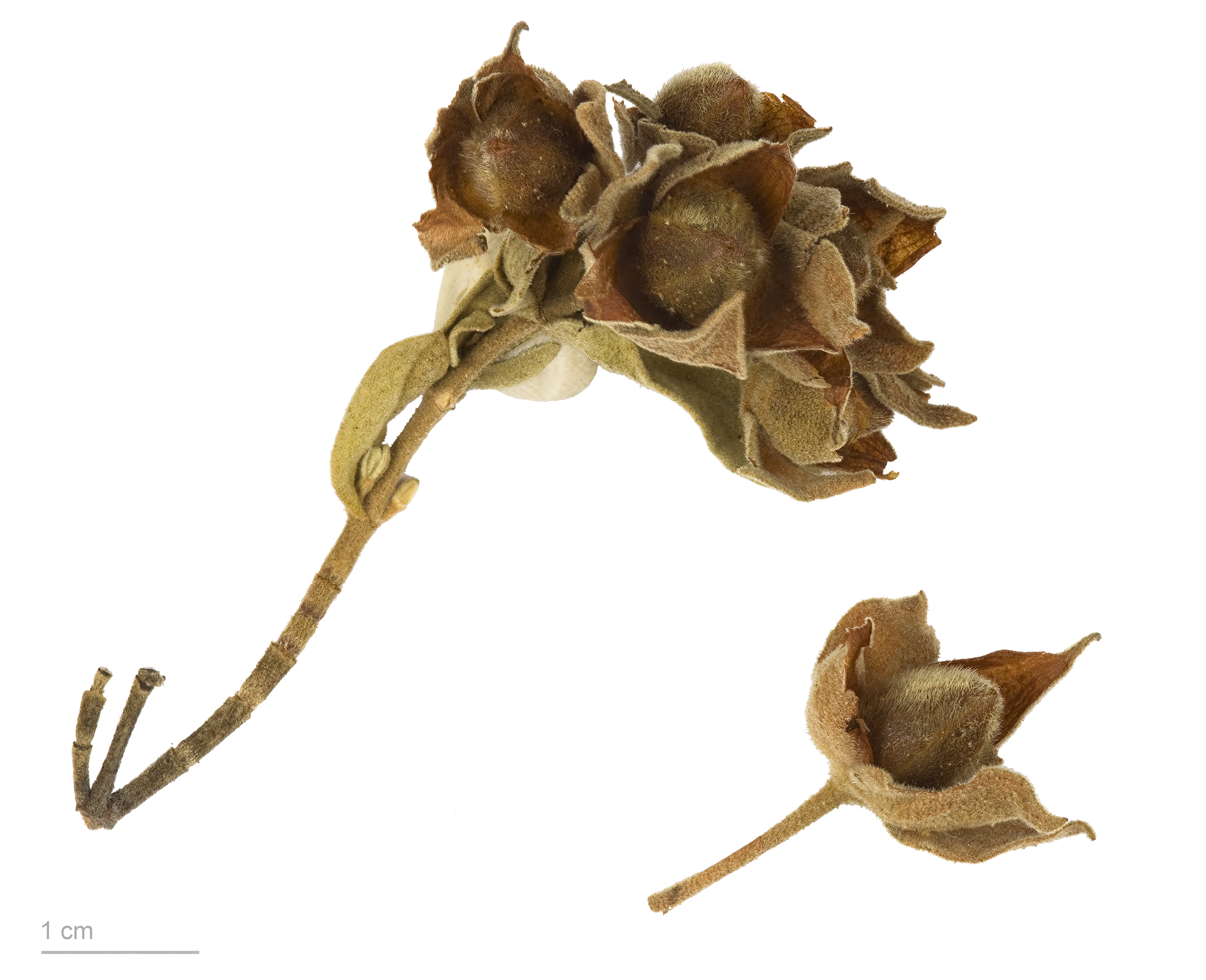
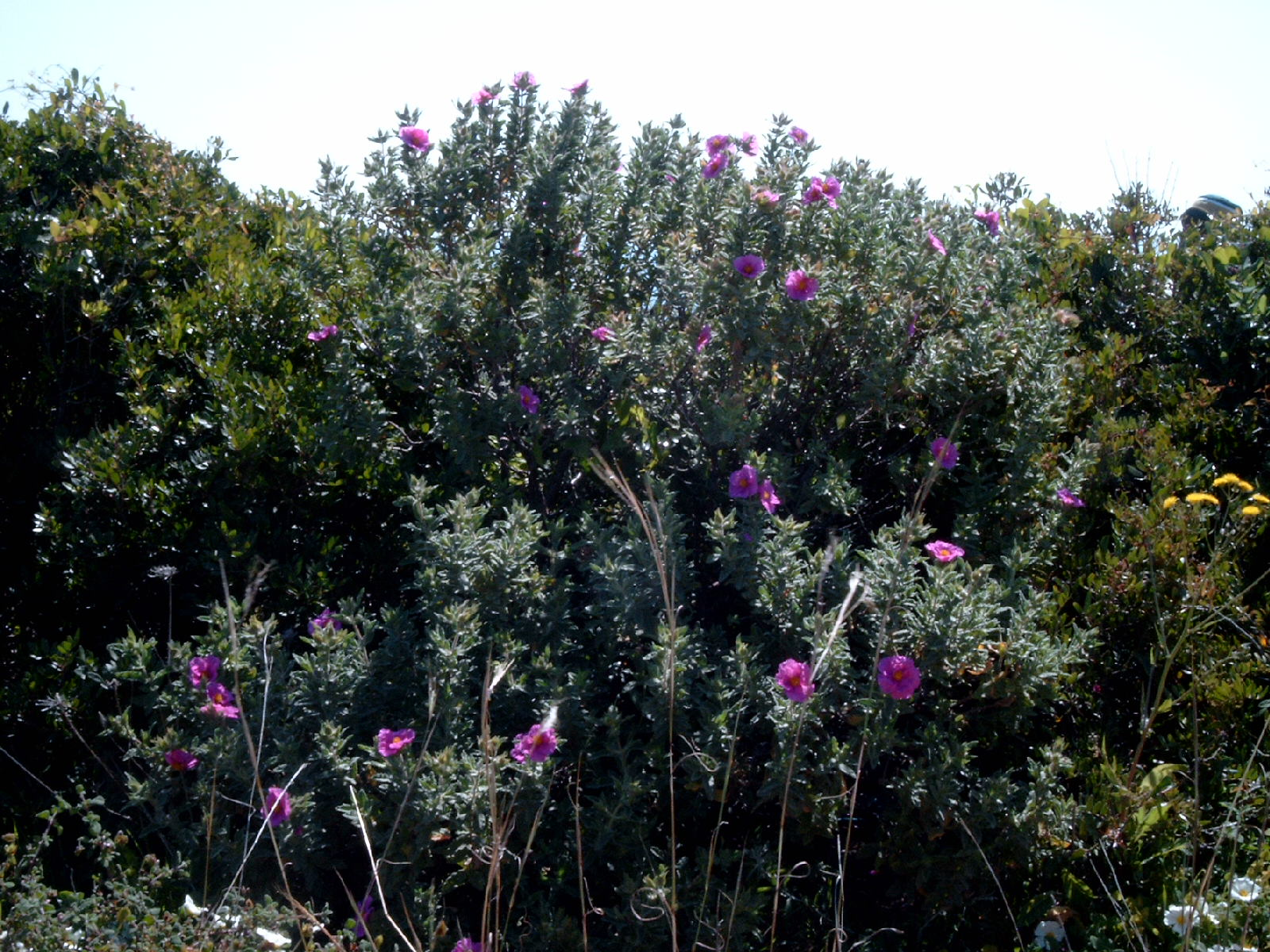
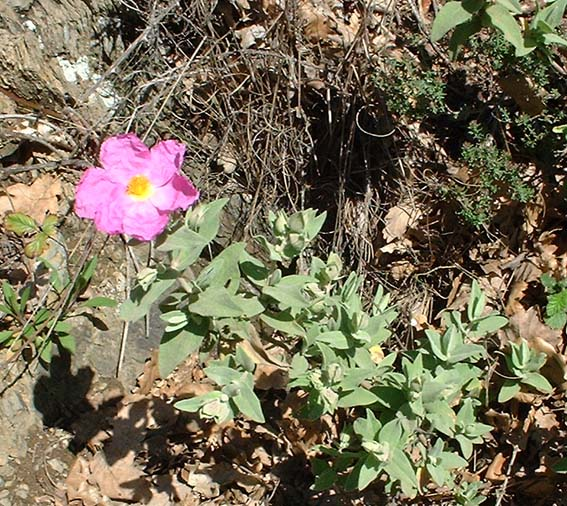
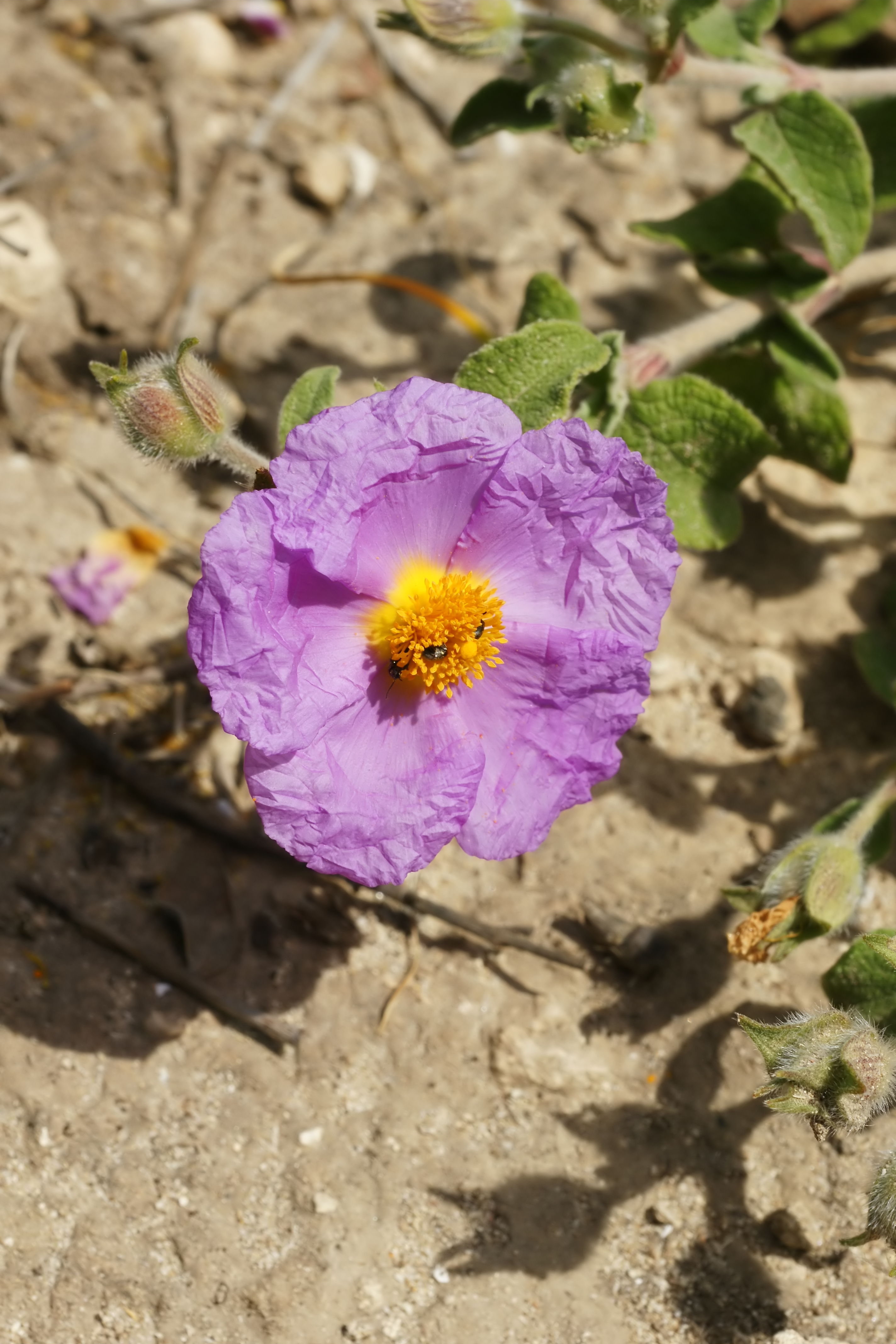
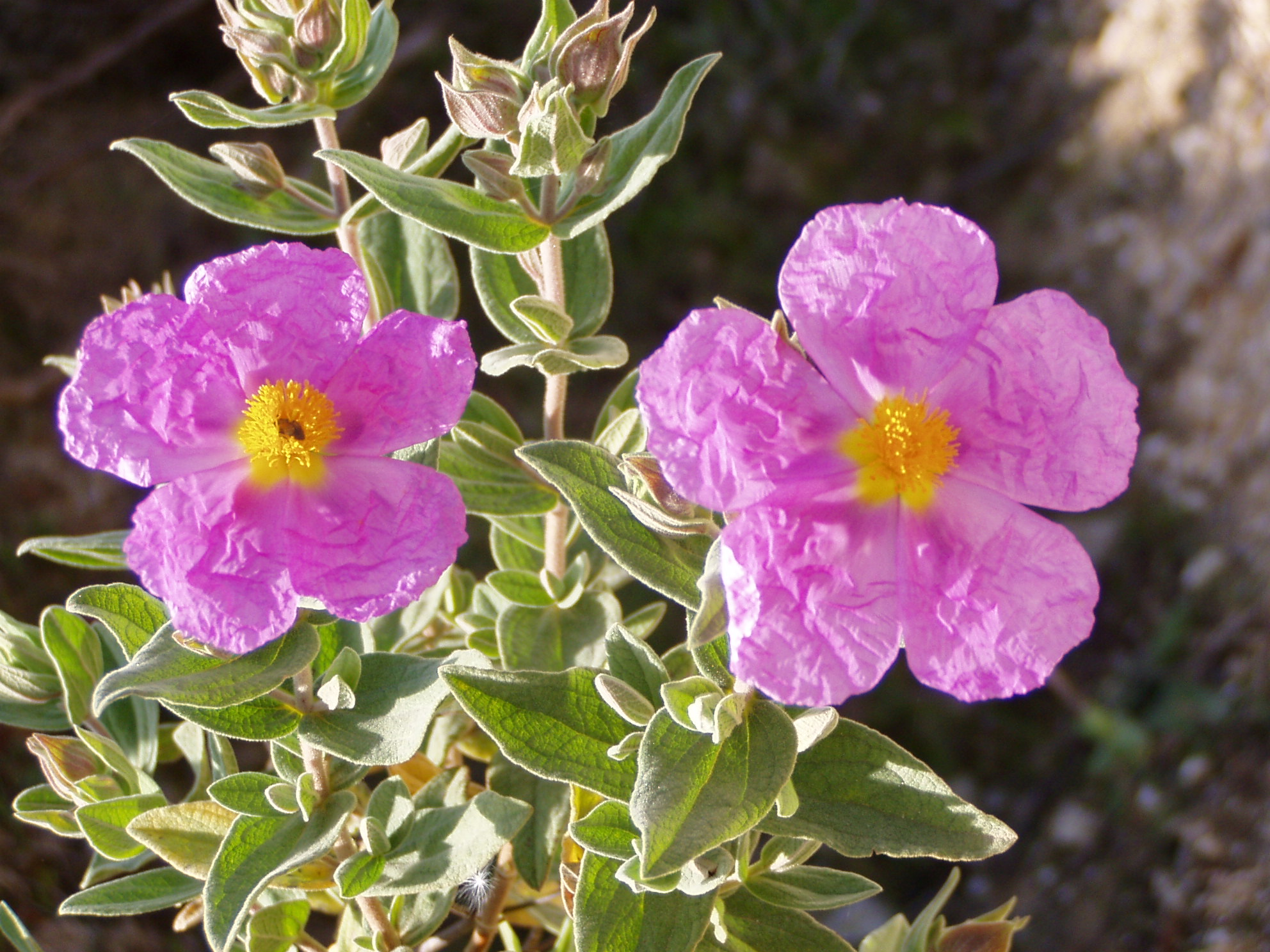
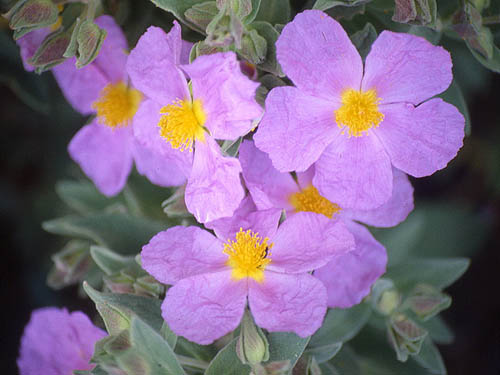